# Parapenaeus murrayi
Parapenaeus murrayi är en kräftdjursart som beskrevs av Ramadan 1938. Parapenaeus murrayi ingår i släktet Parapenaeus och familjen Penaeidae. Inga underarter finns listade i Catalogue of Life.